# Петон Освалт
Петон Питер Освалт (енгл. Patton Peter Oswalt; рођен у Портсмуту, Вирџинија, 27. јануара 1969), амерички је филмски и ТВ глумац, комичар и сценариста.
Познат по улози Спенсера Олчина у ситкому Краљ Квинса (1998–2007), по гласу Ремија у анимираном филму Мућкалица (2007), као и по улози браће Кениг у ТВ серији Агенти Шилда (2014–2020).